# Районы местного управления Нового Южного Уэльса

Районы местного управления Нового Южного Уэльса

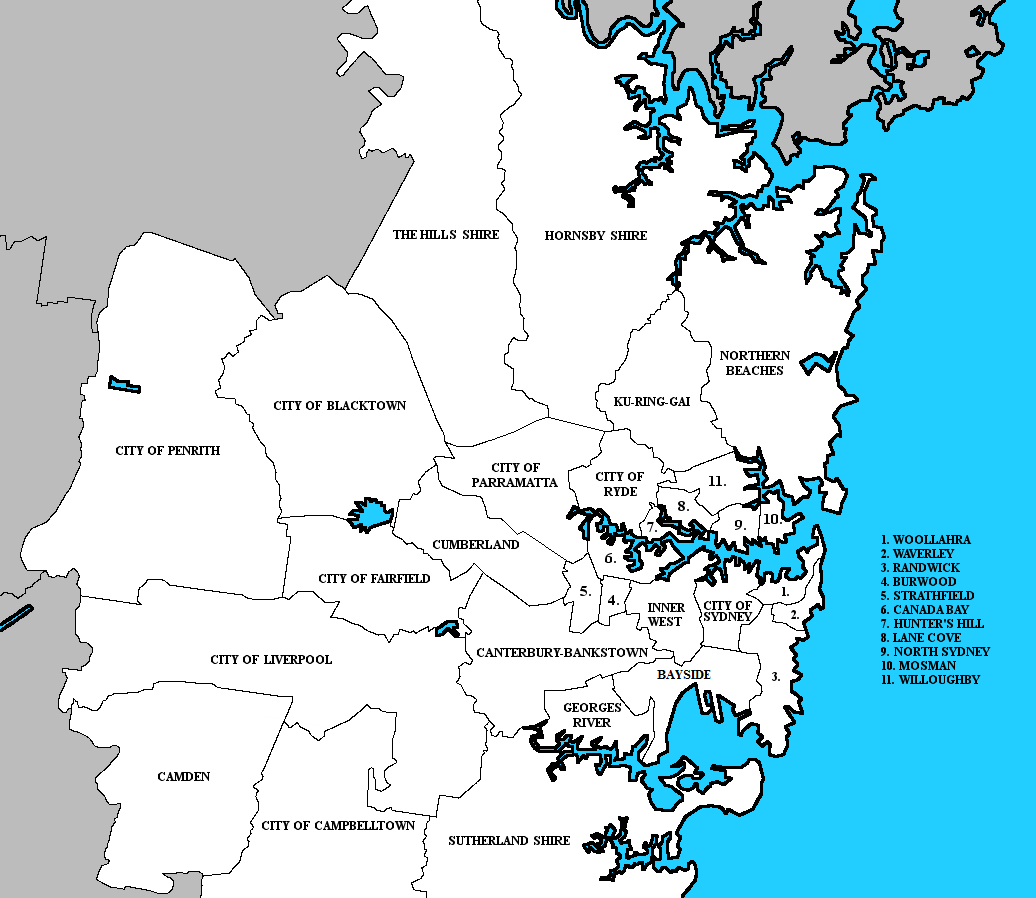
Районы местного управления в Сиднее

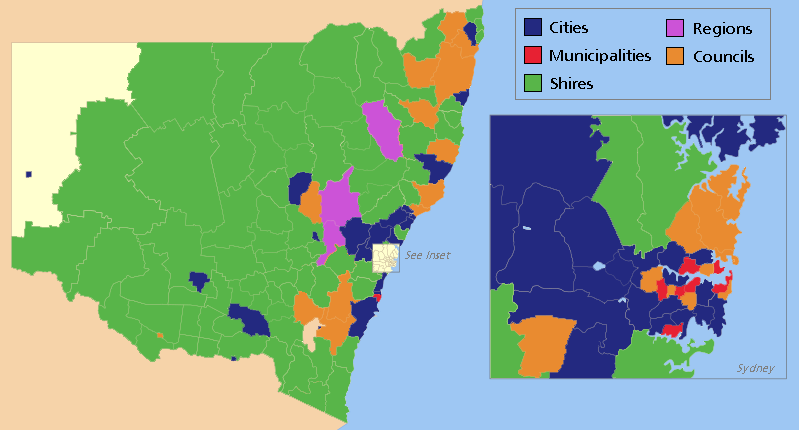
Типы районов местного управления в Новом Южном Уэльсе

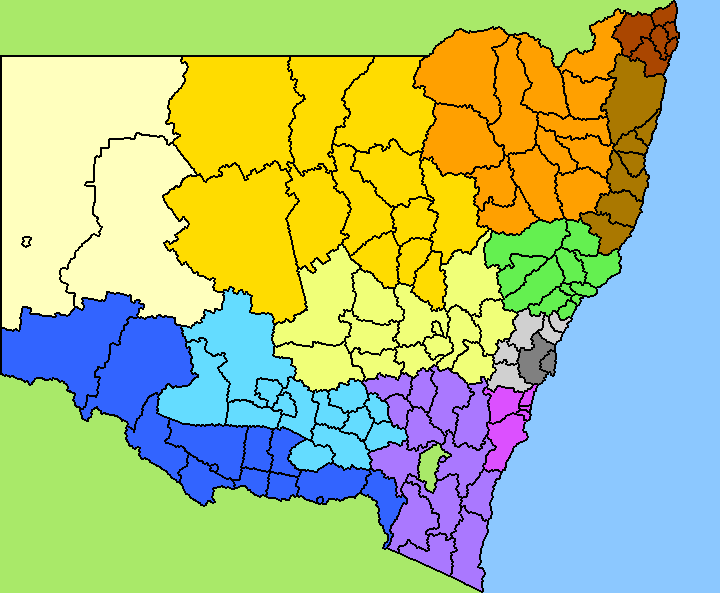
Группировка районов местного управления Нового Южного Уэльса по регионам

По состоянию на ноябрь 2005 года в Новом Южном Уэльсе было 152 района местного управления. Кроме того, существуют неинкорпорированный Дальне-Западный Регион, который расположен в малонаселенном Дальнем Западе и не является частью какого-либо района местного управления, а также остров Лорд-Хау, который также неинкорпорирован, однако самоуправляется островным советом.
Для удобства управления районы местного управления группируются в несколько регионов. Деление на регионы не является официальным.

## Внутренний Сидней
- Городская территория Сидней
- Муниципалитет Ашфилд
- Городская территория Ботэни Бэй
- Муниципалитет Бёрвуд
- Городская территория Канада Бэй
- Городская территория Кентербери
- Муниципалитет Хантерс Хилл
- Городская территория Хёрствилл
- Муниципалитет Когара
- Муниципалитет Лэйн Коув
- Муниципалитет Лейчхардт
- Совет Мэнли
- Совет Марриквилл
- Муниципалитет Мосмэн
- Совет Северный Сидней
- Городская территория Рэндвик
- Городская территория Рокдэйл
- Муниципалитет Стратфилд
- Графство Сазерленд
- Муниципальный совет Вэйверлей
- Городская территория Уиллоуби
- Муниципалитет Вуллара

## Внешний Сидней
- Совет Обёрн
- Город Бэнкстаун
- Город Блэктаун
- Совет Кэмден
- Город Кэмпбеллтаун
- Город Фэйрфилд
- Город Холройд
- Графство Хорнсби
- Совет Ку-ринг-гэй
- Город Ливерпуль
- Город Парраматта
- Город Пенриф
- Совет Питтуотер
- Город Райд
- Графство Хиллс
- Совет Уорринга

## Округ Сиднея
- Город Блу-Маунтинз
- Город Госфорд
- Город Хоксбери
- Графство Вуллондилли
- Графство Вайонг

## Средне-Северное Побережье
- Совет графства Беллинген
- Совет Кларенс-Валли
- Город Коффс Харбор
- Город Большой Тари
- Совет графства Кемпси
- Совет графства Намбакка
- Совет Порт Маккуори-Гастингс
- Остров Лорд-Хау

## Мюррэй
- Городская территория Олбери
- Графство Балранолд
- Графство Бёррайгэн
- Графство Конаргоу
- Графство Корэвэ
- Совет Дэнилайквайн
- Графство Большой Хьюм
- Графство Джэриндэри
- Графство Мюррэй
- Графство Тумбарумба
- Графство Джэрэйнэ
- Графство Вокул
- Графство Вентвоф

## Маррамбиджи
- Графство Кэйрэфул
- Графство Кулэймон
- Графство Кутэмундра
- Город Гиффиф
- Графство Гундэйгэй
- Графство Хэй
- Графство Джуни
- Графство Литон
- Графство Локхарт
- Графство Маррамбиджи
- Графство Наррандера
- Графство Темора
- Городская территория Уогга-Уогга

## Хантер
- Город Кесснок
- Графство Дангог
- Графство Глоучестер
- Совет Грейт Лэйкс
- Город Лэйк Макуари
- Город Мэйтлэнд
- Графство Масвеллбрук
- Город Ньюкасл
- Совет Порт Стефенс
- Графство Синглетон
- Графство Аппер-Хантер

## Иллаварра
- Муниципалитет Кайама
- Город Шеллхарбор
- Город Шоалхэвен
- Графство Вингекарриби
- Город Вуллонгонг

## Ричмонд-Твид
- Графство Боллина
- Графство Байрон
- Совет Кайогл
- Город Австралия
- Совет Ричмонд Вэллей
- Графство Твид

## Юго-Восток
- Графство Бега Вэллей
- Совет Бомбала
- Совет Бурова
- Графство Кума-Монаро
- Графство Еурободалла
- Совет Гоулбёрн Мулвари
- Графство Харден
- Совет Палеранг
- Город Квинбиян
- Графство Сноуи-Ривер
- Графство Тьюмут
- Графство Верхний Лачлан
- Совет Ясс Вэллей
- Графство Янг

## Север
- Совет Армидейл Думареск
- Совет Глен Иннс Северн
- Графство Ганнедах
- Графство Гуяра
- Графство Гвайдир
- Графство Инверелл
- Графство Ливерпуль Плэйнс
- Графство Моури Плэйнс
- Графство Наррабри
- Совет Тамуэрт
- Графство Тентерфилд
- Графство Юралла
- Совет Волка

## Центральный Запад
- Совет Бэфурст
- Графство Блэнд
- Графство Блэйней
- Графство Кэйбонне
- Графство Ковра
- Графство Форбс
- Графство Лачлан
- Город Лифгоу
- Среднезападный региональный совет
- Совет Оберон
- Город Оранж
- Графство Паркс
- Графство Веддин

## Северо-Запад
- Графство Боган[англ.]
- Графство Берк
- Графство Бреворрина[англ.]
- Графство Кобар
- Графство Кунэмбл
- Город Даббо
- Графство Гилгэндра
- Графство Нэрроумайн
- Графство Вэлгетт
- Графство Вэррен
- Графство Вэррамбангл
- Совет Веллингтон

## Дальний Запад
- Город Брокен-Хилл
- Графство Центральный Дарлинг
- Неинкорпорированный Дальний Запад